# Liste der Gouverneure von Jilin
Dies ist die Liste der Gouverneure der chinesischen Provinz Jilin.
| Name            | Amtszeit  |
| --------------- | --------- |
| Zhou Chiheng    | 1950–1952 |
| Li Youwen       | 1952–1967 |
| Wang Weixiang   | 1968–1977 |
| Wang Enmao      | 1977–1980 |
| Yu Ke           | 1980–1982 |
| Zhang Gensheng  | 1982–1983 |
| Zhao Xiu        | 1983–1985 |
| Gao Dezhan      | 1985–1987 |
| He Zhukang      | 1987–1989 |
| Wang Zhongyu    | 1989–1992 |
| Gao Yan         | 1992–1995 |
| Wang Yunkun     | 1995–1998 |
| Hong Hu         | 1998–2004 |
| Wang Min        | 2004–2006 |
| Han Changfu     | 2006–2009 |
| Wang Rulin      | 2009–2012 |
| Bayanqolu       | 2012–2014 |
| Jiang Chaoliang | 2014–2016 |
| Liu Guozhong    | 2017      |
| Jing Junhai     | 2018–2020 |
| Han Jun         | 2020–     |

## Weblink
- China: Jilin: Governors. rulers.org (englisch).